# Dogoia thia
Dogoia thia is een vlinder uit de familie van de Nachtpauwogen (Saturniidae), uit de onderfamilie van de Saturniinae.
De wetenschappelijke naam van de soort is voor het eerst gepubliceerd door Heinrich Ernst Karl Jordan in 1922.
De soort komt voor in Kameroen, Gabon, Congo-Brazzaville en Congo-Kinshasa.